# Alana Blanchardová
Alana Rene Blanchardová (* 5. března 1990 Princeville, Kauai) je americká profesionální surfařka. Vyhrála v roce 2005 závod T&C Women’s Pipeline Championships a získala cenu pro nejlepšího nováčka roku, od roku 2009 se účastní World Surf League. Jejím nejlepším umístěním na světovém žebříčku Association of Surfing Professionals bylo sedmé místo v roce 2013.
Působí jako modelka, předvádí plavky pro australskou firmu Rip Curl. Je nejpopulárnější surfařkou světa, na facebooku má více než půldruhého milionu fanoušků.
O jejím přátelství se surfařkou Bethany Hamiltonovou, která přišla o ruku po útoku žraloka, byl natočen roku 2011 hraný film Surfařka. Blanchardovou v něm hrála Lorraine Nicholsonová.